# Азербайджанский университет архитектуры и строительства
Азербайджанский университет архитектуры и строительства — высшее учебно-техническое заведение по подготовке архитектурно-строительных кадров.

## История
История университета берёт начало с 1920 года, когда был основан Бакинский политехнический институт. Одним из основных факультетов института стал инженерно-строительный факультет. В 1920 году на факультете обучалось 110 студентов, число которых росло с каждым годом. 
С 1932 по 1934 год действовал Азербайджанский строительный институт. С 1934 года строительный факультет был создан в Азербайджанском институте промышленной архитектуры.
С 1950 года действовал факультет архитектуры, строительства, транспорта и гидромелиорации Азербайджанского политехнического института.
В 1975 году постановлением Совета министров Азербайджанской ССР на базе 4-х факультетов и нескольких специализированных кафедр Азербайджанского политехнического института создан Азербайджанский инженерно-строительный институт.
В 1992 году институт получил статус университета. 13 июня 2000 года университет был переименован в Азербайджанский университет архитектуры и строительства.

## Общая информация
Университет подготавливает архитекторов, инженеров-строителей, специалистов в области инженерных систем, гидротехнических сооружений и иных сфер. Обучение производится на азербайджанском, русском и английском языках.
В университете преподают 700 преподавателей. Из них более 100 докторов наук, профессоров, более 400 кандидатов наук, доцентов и старших преподавателей.
В университете действуют 42 кафедры. Кафедры делятся на социально-политические и гуманитарные, общие научные, общие технические и кафедры специальностей. В 2023/2024 учебном году в университете осуществлялось преподавание по 53 специальностям на 8 факультетах.
Университет располагает 5 академическими зданиями общей площадью 49 000 квадратных метров.
Университет перешел на многоуровневую систему образования: степень бакалавра — 4 года, степень магистра — 2 года. Обучение в университете осуществляется как на платной, так и на бесплатной основе.
19 сентября 2023 года Агентством по обеспечению качества в образовании Азербайджана выдана государственная аккредитация сроком на 5 лет.
В мае 2024 года университет получил аккредитацию Международного агентства аккредитации и рейтинга (IAAR) по специальностям гражданского строительного и транспортного строительства.
Факультет архитектуры университета получил аккредитацию  Королевского института британских архитекторов на 5 лет с 2024 по 2029 год.
Здание состоит из трёх учебных корпусов. Площадь здания — 5,56 гектар.
С 1977 года в университете действует докторантура. Срок обучения в очной докторантуре — 3 года. На 2025 год в университете обучается 101 докторант.
Университетом выпускаются научные журналы «Научные работы», «Урбанизм», «Экология и Водное Хозяйство», Журнал экономики и менеджмента строительства, Mühəndis mexanikası jurnalı.

## Факультеты
- Экономика и управление строительством
- Экономика и управление муниципального строительства
- Управление (строительство)
- Маркетинг (строительство)
- Архитектура
- Дизайн архитектурной среды
- Реставрация и реконструкция архитектурных памятников
- Строительство сада, парка и ландшафта
- Промышленное и гражданское строительство
- Гидравлическая конструкция
- Муниципальное строительство и эксплуатация
- Строительство инженерных систем мелиорации
- Теплоснабжение и вентиляция
- Водоснабжение и орошение
- Строительство железных дорог и сельское хозяйство
- Строительство автомобильных дорог и аэропортов
- Мосты и транспортные туннели
- Технология производства строительных материалов, изделий и конструкций
- Технология деревообработки
- Технология упрочнения неметаллических и силикатных материалов
- Электроснабжение промышленных предприятий строительных и строительных материалов.
- Автоматизация технологических процессов и производство в строительстве.
- Строительство, дорожная техника и оборудование
- Машины и оборудование для промышленности строительных материалов и изделий
- Техническое обслуживание и обслуживание технологических, транспортных машин и оборудования предприятий промышленности строительных и строительных материалов
- Физика материалов (строительство)
- Материаловедение и новые технологии материалов (строительство)
- Механизация и автоматизация (строительство)
- Механизация строительных работ гидравлических и мелиоративных инженерных систем
- Безопасность жизнедеятельности (строительство)
- Защита и комплексное использование водных ресурсов[8].

### Факультет архитектуры
Создан в 1968 году, после разделения архитектурного факультета от строительного. Обучение на факультете ведется на азербайджанском, русском и английском языках. Факультет установил партнерские отношения со многими зарубежными странами: США, Германией, Францией, Египтом, Турцией, Ираном, Италией и другими. Факультет получил 5-летнюю аккредитацию (Part 1) Королевского института британских архитекторов.

### Факультет строительства
Факультет основан в 1920 году. В 1954 году факультет стал крупнейшим факультетом Азербайджанского политехнического института, где обучалось 1500 студентов. В 1975 году, когда был основан Азербайджанский институт гражданских инженеров, факультет стал частью этого университета, а через год на его базе  были организованы факультеты «Санитарная техника» и «Строительные технологии». На факультете работают специалисты в области промышленного и гражданского строительства, городского и муниципального строительства и экономики, управления недвижимостью и экспертизы. Обучение ведется на азербайджанском и русском языках.
На факультете работают 58 человек, в том числе 7 профессоров, 38 кандидатов наук, доцентов, старших преподавателей и преподавателей.
На факультете действуют 7 кафедр:
- Железобетонные и каменные конструкции
- Фундаменты, подвалы и подземные сооружения
- Отдел технологии производства
- Кафедра металлических конструкций, дерева и пластика
- Кафедра истории и социально-политических дисциплин
- Испытание и устойчивость к землетрясениям
- Городское управление строительства и экономики[4].

## Деканат иностранных студентов
В университете действуют:
- Деканат иностранных студентов
- Подготовительная школа для иностранных студентов
- Отдел внешних связей

Деканат иностранных студентов работает с 1977 года и готовит специалистов для зарубежных стран. За прошедший период около 1000 студентов из более, чем 40 стран окончили университет, и около 50 иностранцев получили стипендию. В настоящее время в университете обучается около 400 студентов и аспирантов из 15 стран мира.
Иностранные граждане размещаются в общежитии университета, подписывается контракт, решают вопросы регистрации и визы. Деканат иностранных студентов связывается со строительными отделами зарубежных университетов и других организаций. 65 преподавателей занимаются обучением иностранных граждан. Из них 2 доктора наук, профессора, 15 кандидатов наук, доценты.

## Учреждения при университете
При университете действуют строительный колледж, лицей с физико-математическим уклоном. В 2010 году создан Проектный институт. 

## Центры
В университете действуют центр практики и карьеры, центр ИКТ, Итальянский дизайн центр, центр Авиценна, языковой центр.

## Научные лаборатории
При университете действуют научно-исследовательские лаборатории «Восстановление и охрана памятников», «Совершенствование технологических машин и оборудования», «Физика металлов и сплавов», «Водное хозяйство и экология воды», «Применение нанотехнологий в строительных материалах», «Научно-исследовательская и испытательная лаборатория строительных материалов».

## Инфраструктура
Библиотека основана в 1977 году. Фонд библиотеки насчитывает 514 285 экземпляров. Действует электронная библиотека.

## Музей
Музей создан в феврале 2000 года. Состоит из 12 залов. В музее собрано более 5 000 материалов. 

## Кампус Netcad
Действует учебный центр NetcadKampus. В центре проводят регулярные тренинги эксперты Турции.

## Международное сотрудничество
В декабре 2023 года подписано соглашение с Вестминстерским университетом о двойном дипломе о получении степени магистра по специальности «реставрация и реконструкция памятников архитектуры».